# Il regno del drago d'oro
Il regno del drago d'oro è un libro di Isabel Allende.

## Ambientazione
Il romanzo è ambientato circa ai nostri tempi, anche se non viene specificato l'anno, inizialmente a New York, e successivamente in India, a New Delhi. Infine a Tunkhala, in Tibet.

## Trama
Questa altra avventura di Alex parla del monaco lama Tensing, il principe Dil Bahadur e naturalmente Nadia e Alexander che devono affrontare la setta dello scorpione e lo Specialista misterioso.
Tensing e Dil Bahadur, due monaci, stanno scalando le montagne dell'Himalaya per raggiungere la terra degli yeti, una specie a rischio di estinzione per colpa dell'acqua avvelenata.
A New york intanto Kate e Alexander sono arrivati all'aeroporto dall'Amazzonia.
Quando Alex, tornato a casa sua in California, scopre di un nuovo reportage della nonna, la supplica di andare con lei nel Regno Proibito e lei accetta.
Rincontra la sua amica Nadia dalla nonna e poi partono per Nuova Delhi dove incontrano Tex Armadillo, un tipo che non convince per niente Aquila e Giaguaro (sarebbero Nadia e Alexander mentre tra di loro si chiamano così dopo aver scoperto i loro poteri di animali della foresta). Dopo che Alexander viene colpito dalla povertà di Nuova Delhi,
Alex e Nadia vanno a visitare una roccaforte indiana, e, scendendo nelle segrete, scoprono Tex Armadillo insieme alla malavita indiana: La Setta dello Scorpione.
Partono finalmente per la loro destinazione, il Regno Proibito, dove incontrano la loro guida Wandgi e osservano Judit Kinsky, una ragazza che aveva la loro stessa destinazione ed il loro stesso obiettivo, amata dal popolo tibetano dato che si era informata precedentemente di loro e conosceva non poco i loro modi di fare (più in là si scoprì che fece lo stesso il protagonista, Alex).
Wandgi gli mostra la capitale, Tunkhala, e poi vanno a visitare il re. 
Intanto il Collezionista sta tramando con lo Specialista per rubare il drago d'oro, simbolo del Regno Proibito.
Le peripezie saranno innumerevoli, ma la posta in palio è molto alta: ne va della reputazione e dell'armonia di un pacifico popolo.

## Edizioni
- Isabel Allende, Il Regno del Drago d'Oro, traduzione di Elena Liverani, collana Universale Economica, Feltrinelli,  p. 257.